# Districtul Thai Charoen
Thai Charoen (în thailandeză ไทยเจริญ) este un district (Amphoe) din provincia Yasothon, Thailanda, cu o populație de 29.842 de locuitori și o suprafață de 272,02 km².

## Componență
Districtul este subdivizat în 5 subdistricte (tambon), which comprise 48 de sate (muban).
| 1. Thai Charoen (ไทยเจริญ) 2. Nam Kham (น้ำคำ) 3. Som Pho (ส้มผ่อ) 4. Kham Toei (คำเตย) 5. Kham Phai (คำไผ่) |